# Memoriale della Gloria Eterna
Il Memoriale della Gloria Eterna (in ucraino Меморіал Вічної Слави?, Memorial Vičnoï Slavy; in russo Памятник Вечной Славы?, Pamjatnik Večnoj Slavy) è un monumento sovietico situato in Kiev, Ucraina.

## Storia

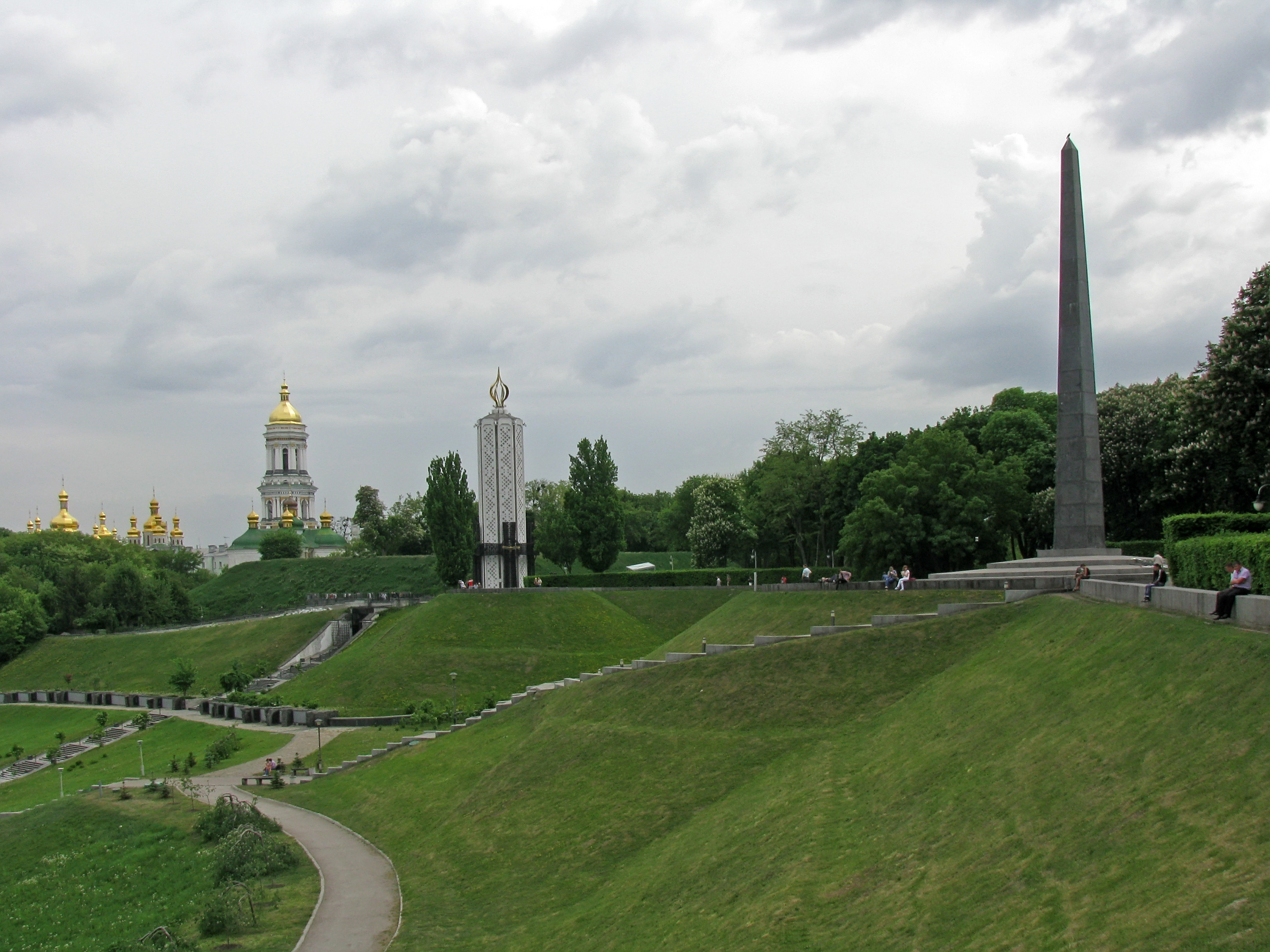
Monastero delle Grotte di Kiev, Museo nazionale del Genocidio dell'Holodomor e Memoriale della Gloria Eterna

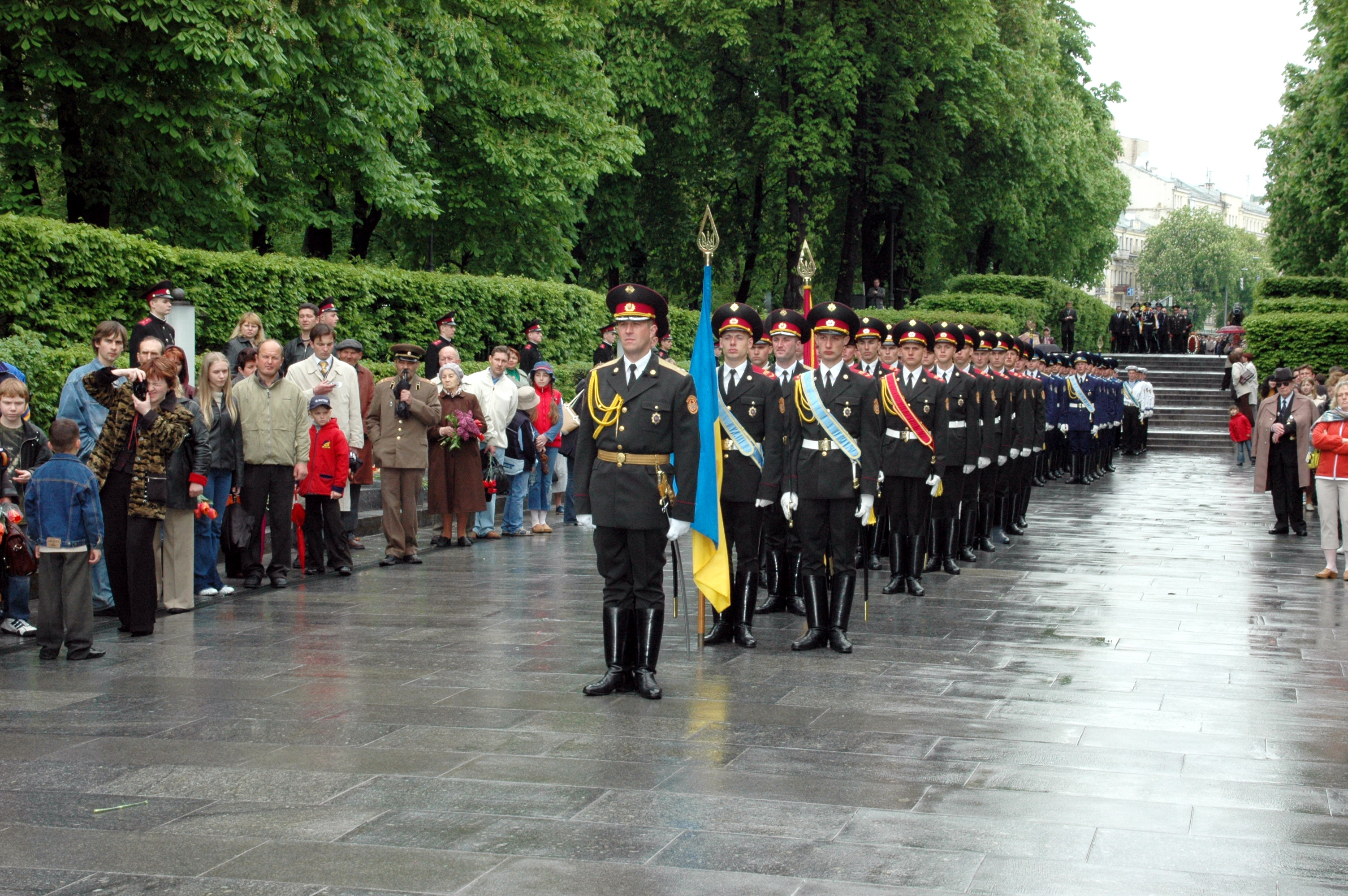
Cerimonia commemorativa del 9 maggio 2005

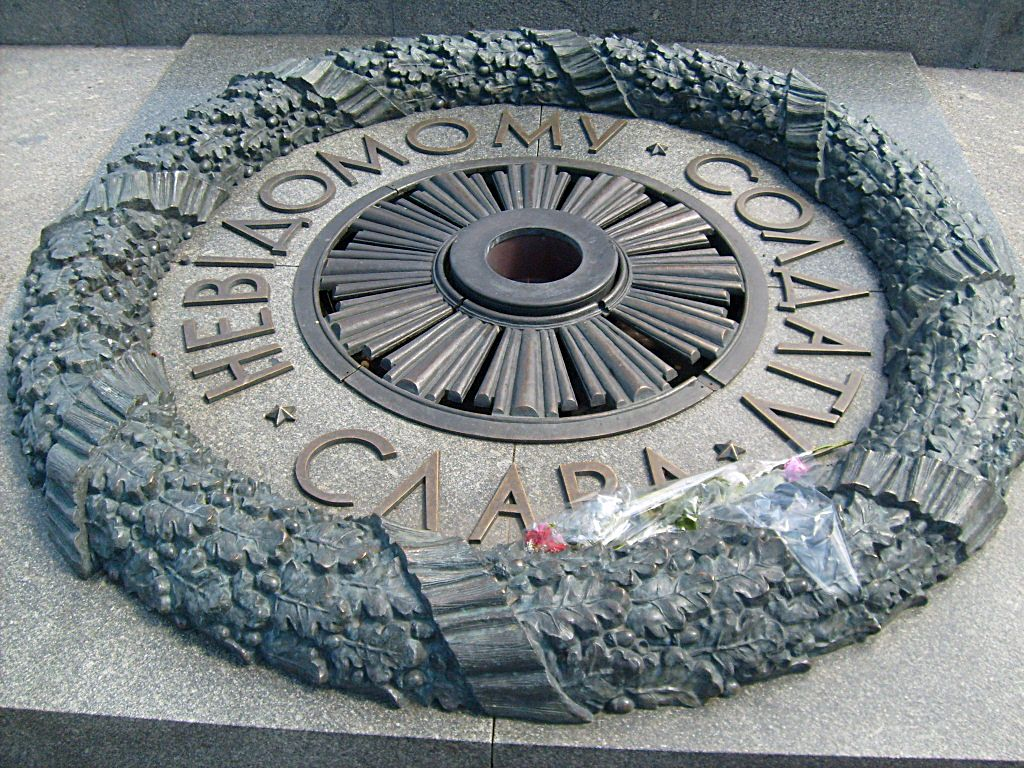
Fiamma Eterna dedicata alla memoria del Milite Ignoto

Il memoriale venne inaugurato il 6 novembre 1957 e ogni anno il 9 maggio si tiene una cerimonia per commemorare le vittime deponendo fiori presso la Tomba del Milite Ignoto. 
Nel 1967 è stato dedicato alla memoria di tutti i soldati ucraini ignoti morti per la liberazione dell'Ucraina. A partire dal 2015 con le nuove disposizioni governative che hanno vietato la celebrazione di personalità e valori comunisti è divenuto un simbolo di divisione tra la popolazione filo-russa e la popolazione nazionalista e in seguito vi sono stati alcuni incidenti.

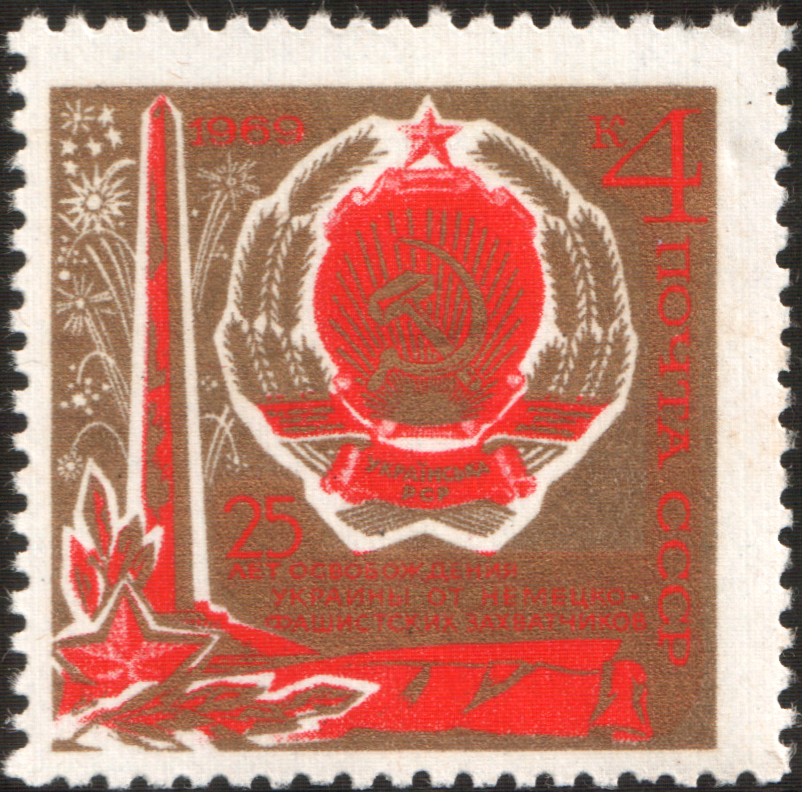
Francobollo emesso dall'Unione Sovietica nel 1969

## Descrizione
Il memoriale si trova accanto alla tomba del Milite Ignoto, all'interno del Parco della Gloria Eterna sulle colline di Pechersk, riva destra del fiume Dnepr a Kiev, vicino al monastero delle Grotte di Kiev e al Museo nazionale del Genocidio dell'Holodomor.
È costituito dall'obelisco e dal viale degli eroi caduti con le 34 tombe di soldati, la maggior parte dei quali morì durante la seconda guerra mondiale.

## Nella cultura di Massa
Nel 1969 l'Unione Sovietica ha emesso un francobollo commemorativo con l'obelisco monumentale.